# رودخانه چرچیل
رود چرچیل (به فرانسوی: Rivière Churchill) یک رود بزرگ در آلبرتا، ساسکاچوان و منیتوبای کانادا است. طول این رود تا دریاچهٔ چرچیل ۱۶۰۹ کیلومتر است. نام این رودخانه از نام جان چرچیل، دوک نخست مارلبرو و فرماندار خلیج هادسون در سال‌های ۱۶۸۵ تا ۱۶۹۱، گرفته شده‌است. کری‌ها (بومیان منطقه) به این رود، میسینیپی می‌گفتند به معنی آب‌های بزرگ. این رود به تمامی در سپر کانادا قرار دارد.